# فرودگاه ناکاسونگولا
فرودگاه ناکاسونگولا (به انگلیسی: Nakasongola Airport) یک فرودگاه نیروی نظامی است که یک باند فرود آسفالت دارد و طول باند آن ۳۰۰۰ متر است. این فرودگاه در کشور اوگاندا قرار دارد و در ارتفاع ۱۱۰۰ متری از سطح دریا واقع شده‌است.